# Metacirolana arnaudi
Metacirolana arnaudi là một loài chân đều trong họ Cirolanidae. Loài này được Kensley miêu tả khoa học năm 1989.